# Leptocaris noodti
Leptocaris noodti är en kräftdjursart som beskrevs av Kunz 1994. Leptocaris noodti ingår i släktet Leptocaris och familjen Darcythompsoniidae. Inga underarter finns listade i Catalogue of Life.